# Ron Southern
Ronald D. Southern, CC CBE (* 25. Juli 1930 in Calgary, Alberta; † 21. Januar 2016 ebenda), war ein kanadischer Unternehmer und Reitstallbesitzer.
1947 gründete er zusammen mit seinem Vater die ATCO Group, war bis zum Jahr 2012 Chairman of the Board von ATCO und bis zu seinem Tod Direktor der ATCO Structures & Logistics Ltd. Zudem gründete er die ebenso börsennotierte AKITA Drilling Ltd., deren Hauptaktionär er war. Im Jahr 2015 bezifferte Forbes sein Reinvermögen auf 1,55 Mio. Kanadische Dollar.
Im Jahr 1975 gründeten er und seine Frau Margaret den Reitstall Spruce Meadows, der innerhalb von 28 Jahren zum größten Reitstall der Welt ausgebaut wurde. Er ist der Vater der Springreiterinnen Linda Southern-Heathcott und Nancy Southern. 2006 wurden er und seine Frau in die Hall of Fame des kanadischen Sports aufgenommen.